# Сан-Адріан (Наварра)
Сан-Адріан (ісп. San Adrián) — муніципалітет в Іспанії, у складі автономної спільноти Наварра. Населення — 6201 особа (2009).
Муніципалітет розташований на відстані близько 260 км на північний схід від Мадрида, 60 км на південний захід від Памплони.

## Демографія
Динаміка населення (INE ):

## Галерея зображень

Розташування муніципалітету